# Élise Bussaglia
Élise Bussaglia (Sedan, Francia; 24 de septiembre de 1985) es una exfutbolista francesa. Jugaba de centrocampista y fue internacional absoluta con la selección de Francia entre 2003 y 2019, con la que disputó 192 partidos.

## Trayectoria

### Inicios
Comenzó su carrera en el Olympique Saint-Memmie desde el nivel juvenil. Pasó dos años en el primer equipo hasta que fichó por el CNFE Clairefontaine. 
FIchó en 2004 por el FCF Juvisy de la D1 Féminine, donde jugó 14 encuentros y anotó dos goles en su primera temporada. En su segundo año en el club, jugó 22 encuentros y ayudó al equipo a ganar el título de la liga. 
En 2007 fichó por el Montpellier, donde ganó la Copa Femenina de Francia de 2008-09 y clasificó al equipo a la nueva Liga de Campeones Femenina de la UEFA en 2009.

### Paris Saint-Germain
Fichó por el Paris Saint-Germain en 2009, donde jugó con sus compañeras de selección Camille Abily, Sonia Bompastor, Bérangère Sapowicz y Laure Boulleau. A pesar de que solo anotó dos goles por la liga en su primera temporada con Les Parisiens, Bussaglia comenzó su desempeño con la obtención de la Copa Femenina de Francia derrotando en la final a su anterior club, el Montpellier, por 5-0; fue el tercer título de su carrera.
En su última temporada con el club parisino, 2010-11, fue nombrada en el equipo del año de la UNFP, además fue nombrada la mejor jugadora del año por sus compañeras.

### Olympique de Lyon
Fichó en 2012 por el Olympique de Lyon, donde jugó hasta el 2015 cuando fue transferida al VfL Wolfsburgo alemán.

### FC Barcelona
En el verano europeo de 2017, fichó por el Barcelona español. En su primera temporada con el club catalán , alcanzará los cuartos de final de la Liga de Campeones (eliminada por el Olympique de Lyon) y fueron subcampeonas de España .

### Dijon FCO
El 23 de diciembre de 2018, Bussaglia fichó por el DIjon FCO francés.
Anunció su retiro en abril de 2020.

## Selección nacional
Representó a Francia en categorías juveniles, incluida la selección sub-19 que ganó el Campeonato Europeo Femenino Sub-19 de la UEFA de 2003 en Alemania. 
El 13 de noviembre de 2005 debutó por la selección de Francia ante Polonia.
En 2019 fue nominada para jugar la Copa Mundial Femenina de 2019 en su país.

## Clubes
| Club                   | País     | Año       |
| ---------------------- | -------- | --------- |
| Olympique Saint-Memmie | Francia  | 2000-2002 |
| CNFE Clairefontaine    | Francia  | 2002-2004 |
| FCF Juvisy             | Francia  | 2004-2007 |
| Montpellier            | Francia  | 2007-2009 |
| Paris Saint-Germain    | Francia  | 2009-2012 |
| Olympique de Lyon      | Francia  | 2012-2015 |
| VfL Wolfsburgo         | Alemania | 2015-2017 |
| Barcelona              | España   | 2017-2018 |
| DIjon FCO              | Francia  | 2018-2020 |

## Palmarés

### Títulos nacionales
| Título                              | Club                | País     | Año     |
| ----------------------------------- | ------------------- | -------- | ------- |
| Division 1 Féminine                 | FCF Juvisy          | Francia  | 2005-06 |
| Copa Femenina de Francia            | FCF Juvisy          | Francia  | 2004-05 |
| Copa Femenina de Francia            | Montpellier         | Francia  | 2008-09 |
| Copa Femenina de Francia            | Paris Saint-Germain | Francia  | 2009-10 |
| Division 1 Féminine                 | Olympique de Lyon   | Francia  | 2012-13 |
| Division 1 Féminine                 | Olympique de Lyon   | Francia  | 2013-14 |
| Division 1 Féminine                 | Olympique de Lyon   | Francia  | 2014-15 |
| Copa Femenina de Francia            | Olympique de Lyon   | Francia  | 2013    |
| Copa Femenina de Francia            | Olympique de Lyon   | Francia  | 2014    |
| Copa Femenina de Francia            | Olympique de Lyon   | Francia  | 2015    |
| Bundesliga Femenina                 | VfL Wolfsburgo      | Alemania | 2016-17 |
| Copa de fútbol femenino de Alemania | VfL Wolfsburgo      | Alemania | 2015-16 |
| Copa de fútbol femenino de Alemania | VfL Wolfsburgo      | Alemania | 2016-17 |
| Copa de la Reina de Fútbol          | Barcelona           | España   | 2018    |
| Copa Cataluña femenina              | Barcelona           | España   |         |

### Títulos internacionales
| Título                                        | Club                        | País           | Año  |
| --------------------------------------------- | --------------------------- | -------------- | ---- |
| Campeonato Europeo Femenino Sub-19 de la UEFA | Selección de Francia sub-19 | Alemania       | 2003 |
| Copa de Chipre                                | Selección de Francia        | Chipre         | 2012 |
| Copa de Chipre                                | Selección de Francia        | Chipre         | 2014 |
| Copa SheBelieves                              | Selección de Francia        | Estados Unidos | 2017 |